# Спутник (хоккейный клуб, Нижний Тагил)
«Спу́тник» Ни́жний Таги́л — хоккейная команда из города Нижний Тагил. Талисманом клуба являлся бобёр. Команда расформирована в 2018 году.

## История
Хоккейный клуб «Спутник» был создан в декабре 1948 года под названием «Дзержинец». Первым тренером стал В. В. Янушевский из Москвы. В сезоне 1948—1949 команда стартовала во второй группе первенства СССР с разгромного выездного поражения от горьковского «Торпедо» со счётом 1"9. Единственным голом в составе гостей отметился Е. Акулин. В первом домашнем матче, прошедшем 6 февраля 1949 года команда также проиграла «Спартаку» из Воронежа со счётом 3"5. В декабре 1961 года клуб был переименован в «Спутник». Всего в чемпионатах СССР клуб провёл 29 сезонов из которых только 7 — в первой лиге. Последующие сезоны команда провела во второй лиге. В сезонах 1969/1970 и 1974/1975 тагильчане побеждали в восточной зоне и становились вице-чемпионами РСФСР. 8 раз команда играла в чемпионатах РСФСР, лучший результат — победа в зональном турнире и пятое место в финальной пульке в сезоне 1963—1964.
Также клуб выступал и в кубках РСФСР и СССР. 14 января 1951 года в первом кубке РСФСР «Спутник», называвшийся тогда ещё «Дзержинцем», проиграл в 1/8 финала горьковскому Торпедо со счётом 5:6(ОТ). 27 декабря 1970 года в финале кубка РСФСР командой была одержана победа над ленинградским «Динамо» со счётом 5:3. Также Спутник был финалистом Кубка РСФСР 1988—1989 года, однако проиграл в серии буллитов. Наилучший результат команды в кубках СССР — 1/4 финала в розыгрыше 1971—1972. Всего тагильчане участвовали в кубках СССР восемь раз.
Начиная с 1992 года «Спутник» играет в чемпионатах России. В сезоне 1996—1997 клуб занял первое место в регионе Урал-Западная Сибирь первой лиги. В остальных сезонах команда выступала в дивизионе Восток Высшей лиги.
Генеральным спонсором клуба является «Уралвагонзавод». В 2013 году был создан попечительский совет клуба, куда вошли представители администрации Нижнего Тагила, в том числе глава города Сергей Носов, тренеры клуба и представители «Уралвагонзавода». Совет клуба возглавил заместитель генерального директора «Уралвагонзавода» Алексей Жарич.
С сезона 2010—2011 клуб выступает в ВХЛ. В сезоне 2012/13 «Спутник» вышел в плей-офф с шестого места и смог добраться до 1/4 финала. Наилучшим достижением стало четвертое место по итогам Высшей хоккейной лиги сезона 2016—2017. Вратарь «Спутника» Егор Назаров в этом сезоне стал лучшим среди голкиперов по двум позициям — по коэффициенту надёжности (1.30 шайбы за игру) и проценту отражённых бросков (95,5 %). В 2018 году ХК «Спутник» покинул ВХЛ.
В 2013 году между хоккейными клубами «Спутник» и «Автомобилист» (Екатеринбург) было подписано соглашение о сотрудничестве, в соответствии с которым «Спутник» стал фарм-клубом «Автомобилиста». В 2015 году директором «Спутника» Тахиром Даукаевым было завлено, что отношения между «Спутником» и «Автомобилистом» «основаны на спортивной составляющей» и «„Спутник“ не был и не будет фарм-клубом екатеринбургской команды».
В 2011 году был основан «Юниор-Спутник», который является фарм-клубом «Спутника». С сезона 2018/2019 исключен из первенства ВХЛ из-за отсутствия финансирования. Фактически прекратил своё существование.

## Названия
В разные годы клуб назывался «Дзержинец» (1948—1959), «Авангард» (1959—1961), «Спутник» (с 1961).

## Достижения
- Серебряный призёр чемпионата РСФСР (2): 1970, 1975
- Обладатель Кубка РСФСР: 1970
- Финалист Кубка РСФСР: 1988

## Главные тренеры
- Янушевский, Вадим Владимирович (1949)

- Юрий Никитин (?)

- Карелин, Виктор Ильич (июль-декабрь 1964)
- Крачевский, Иван Яковлевич (1965—1970)
- Чистяков, Геннадий Григорьевич (1970—1978)
- Богачёв, Валентин Александрович (1978—1983)
- Чистяков, Геннадий Григорьевич (1983—1986)
- Стройнюк, Виктор Михайлович (1986—1987)
- Иванов, Валерий Николаевич (1987—1990)
- Михайлов, Виктор Николаевич (1990—1991)
- Чистяков, Геннадий Григорьевич (1991—1992)
- Михайлищев, Николай Прохорович (1992—1995)
- Балдин, Александр Витальевич (1995/96)
- Чистяков, Геннадий Григорьевич (1995—1996)
- Михайлищев, Николай Прохорович (1996—1998)
- Балдин, Александр Витальевич (1998—1999)
- Собровин, Владимир Викторович (1999—2000)
- Малько, Михаил Матвеевич (2000—2002)
- Иванов, Валерий Николаевич (2002—2004)
- Ждахин, Алексей Геннадьевич (сентябрь — 24 октября 2004, и. о.)
- Пережогин, Юрий Николаевич (2004—2006)
- Ждахин, Алексей Геннадьевич (2006—2007)
- Собровин, Владимир Викторович (2007—2008)
- Ждахин, Алексей Геннадьевич (2008 — 16 октября 2010)
- Фетисов, Алексей Дмитриевич (2010—2011)
- Мухин, Евгений Георгиевич (2011—2012)
- Фетисов, Алексей Дмитриевич (2012—2013)
- Чёлушкин, Александр Николаевич (28 октября 2013 — 2014)
- Галкин, Евгений Владимирович (с 21 апреля 2014)
- Хромых, Владислав Анатольевич (5 — 23 октября 2014, и. о.)
- Голубович, Владимир Васильевич (23 октября 2014 — 11 ноября 2015)
- Валиуллин, Марат Фаритович (ноябрь 2015, и. о.)
- Кирдяшов, Андрей Павлович (2015—2017)
- Рожков, Александр Егорович (до 13 октября 2017)
- Лопушанский, Сергей Григорьевич (13 октября 2017 — 2018)

## Рекорды клуба
Наибольшее количество матчей за клуб: Владимир Ожегин (846 матчей)
Наибольшее количество сезонов проведённый за клуб: Николай Новиков (17 сезонов)
Наибольшее количество заброшенных шайб за команду: Николай Новиков (469 шайб)